# Doomsday Rock 'n Roll
Doomsday Rock 'n Roll es el álbum debut de la banda noruega de heavy metal / hard rock Chrome Division. El álbum alcanzó el lugar 31 en la lista de álbumes noruegos.

## Lista de canciones
1. "Doomsday Overture" – 1:30
2. "Serial Killer" – 3:46
3. "Hate" – 3:50
4. "Trouble with the Law" – 4:44
5. "Chrome Division" – 3:50
6. "Here Comes Another One" – 3:04
7. "1st Regiment" – 5:25
8. "Breathe Easy" – 3:46
9. "The Angel Falls" – 4:16
10. "Till the Break of Dawn" – 3:30
11. "We Want More" – 6:17
12. "When the Shit Hits the Fan" – 2:08

## Créditos
Chrome Division
- (Shagrath) - guitarra rítmica
- Ricky Black - guitarra líder
- Björn Luna - bajo
- Tony White - batería
- Eddie Guz - voz